# Hyphessobrycon fernandezi
Hyphessobrycon fernandezi är en fiskart som beskrevs av Fernández-yépez 1972. Hyphessobrycon fernandezi ingår i släktet Hyphessobrycon och familjen Characidae. Inga underarter finns listade i Catalogue of Life.